# 페어 (야구)
페어(영어:Fair Ball)는 야구에서 타자가 친 타구가 파울라인의 안쪽으로 떨어진 것을 가르킨다. 바운드(영어:Bound)나 히트(영어:Hit)라는 단어로도 불린다.

## 설명
파울라인이 아닌 페어 존에 떨어진 타구는 모두 인플레이의 상황으로 펼쳐지게 된다. 내야에 떨어진 페어 타구에 대해서는 내야수가 타구를 처리할 수 있게되며 외야에 떨어진 페어 타구는 외야수가 타구를 처리할 수 있게 된다. 단타, 2루타, 3루타, 그라운드 홈런, 홈런과 같은 안타들은 모두 페어 존에 타구가 벗어나지 않아야 성립이 된다. 또한 병살의 경우도 반드시 페어 존에 타구가 벗어나지 않아야 성립이 가능하다. 파울라인의 선까지는 모두 타구가 떨어졌을 때 페어가 성립이 된다.

## 같이 보기
- 야구
- 파울